# Callidiellum cupressi
Callidiellum cupressi är en skalbaggsart som först beskrevs av Van Dyke 1923.  Callidiellum cupressi ingår i släktet Callidiellum och familjen långhorningar. Inga underarter finns listade.